# Leonardo da Vinci (U-Boot)
Das R.Smg. Leonardo da Vinci war das erfolgreichste U-Boot der italienischen Regia Marina im Zweiten Weltkrieg.

## Geschichte
Da Vinci war das dritte der sechs Boote der Marconi-Klasse. Vier Boote wurden zwischen 1938 und 1940 in Muggiano bei La Spezia gebaut, die Da Vinci zusammen mit der Marconi in Monfalcone bei Triest. Benannt wurde das am 8. März 1940 an die Marine übergebene Boot nach dem Wissenschaftler und Künstler Leonardo da Vinci, der unter anderem auch Entwürfe für U-Boote vorgelegt hatte (erhaltenes „Manuskript B“, 1488).
Das U-Boot Leonardo da Vinci hatte besonders in der ersten Zeit mit erheblichen technischen Problemen zu kämpfen und verzeichnete die niedrigste Einsatzbereitschaft aller Boote der Marconi-Klasse. Erst später konnte es seine beachtlichen Erfolge erzielen.
Nach einigen Ausbildungsfahrten verließ es am 22. September 1940 Neapel in Richtung Atlantik. Zunächst operierte das Boot von Bordeaux aus erfolglos vor Irland und bei den Azoren. Westlich von Gibraltar versenkte es am 28. Juni 1941 den unter britischer Flagge fahrenden Tanker Auris (8030 BRT), der 1935 von CRDA in Italien für Shell gebaut worden war. Mehrmals wurde Da Vinci von britischen Zerstörern und Flugzeugen gejagt, konnte aber immer entkommen. Von September 1941 bis Januar 1942 wurde Da Vinci in Bordeaux repariert und umgebaut.
Am 28. Januar 1942 lief das U-Boot zu einem Einsatz bei den Antillen, an der Handelsroute zwischen den Vereinigten Staaten und Brasilien aus. Am 25. Februar versenkte es das brasilianische Handelsschiff Cabedello (3557 BRT) und zwei Tage danach den lettischen Frachter Everasma (3.644 BRT). Da Vinci kehrte am 11. März 1942 von diesem Einsatz zurück.
Die nächste Feindfahrt führte das Boot von Mai bis Juli 1942 in den Mittelatlantik, wo es den panamaischen Schoner Reine Marie Stewart (1087 BRT) versenkte, dann den unter britischer Flagge fahrenden dänischen Frachter Chile (6956 BRT) und die niederländische Alioth (5483 BRT). Am 13. Juni 1942 folgte das britische Handelsschiff Clan Macquarrie (6471 BRT). Auf hoher See gab Da Vinci noch elf Tonnen Brennstoff an Enrico Tazzoli ab und lief am 1. Juli 1942 in seiner Basis ein. Dort erfolgten weitere Umbauarbeiten, um Einsätze mit extern transportierten bemannten Torpedos durchführen zu können, die Junio Valerio Borghese gegen alliierte Einrichtungen im Hafen von New York und in Freetown plante.
Am 10. August 1942 übernahm Kapitänleutnant Gianfranco Gazzana Priaroggia das Kommando über Da Vinci und lief am 7. Oktober zu einer regulären Feindfahrt im Mittelatlantik aus. Am 2. November versenkte Gazzana Priaroggia das britische Handelsschiff Empire Zeal (7009 BRT), danach torpedierte er den niederländischen Frachter Frans Hals, verfehlte ihn jedoch. Am 5. November versenkte das Boot das griechische Handelsschiff Andreas (6566 BRT), am 10. November die amerikanische Marcus Whitman (7176 BRT). Nachdem Gazzana Priaroggia alle seine Torpedos verschossen hatte, gelang ihm mit seiner Bordkanone noch die Versenkung des niederländischen Frachters Veerhaven (5291 BRT). Bei einem weiteren Treffen mit dem U-Boot Tazzoli gab Da Vinci 30 Tonnen Brennstoff ab und fuhr dann zum Stützpunkt zurück.
Am 20. Februar 1943 lief Da Vinci zu einer langen Feindfahrt im Südatlantik und im Indischen Ozean aus. Am 13. März 1943 versenkte Gazzana Priaroggia bei 1° 13′ S, 9° 57′ W den britischen Dampfer Empress of Canada (21.516 BRT), auf dem sich 1346 Menschen, darunter auch 499 italienische Kriegsgefangene, befanden. Es folgte am 18. die Lulworth Hill (7628 BRT), die das Boot Giuseppe Finzi zuvor signalisiert hatte. Danach erhielt Da Vinci von Finzi neun Tonnen Brennstoff, sechs Tonnen Schmierstoffe, zehn Tonnen Trinkwasser und drei Torpedos, um den Einsatz im Indischen Ozean fortführen zu können.
Im Indischen Ozean versenkte das Boot Leonardo da Vinci am 17. April vor Durban die niederländische Semblian (6566 BRT), am 18. die britische Manaar (8007 BRT), die John Brayton (7177 BRT) und schließlich am 25. den britischen Tanker Doryessa (8078 BRT). Gazzana Priaroggia wurde noch zum Korvettenkapitän befördert und trat dann die Rückfahrt nach Frankreich an, wo er jedoch nie eintraf. Nach dem Krieg bestätigte die britische Admiralität, dass der Zerstörer Active und die Fregatte Ness das U-Boot Leonardo da Vinci am 23. Mai 1943 rund 350 Seemeilen westlich von Kap Finisterre bei 42° 16′ N, 15° 40′ W versenkt hatten. Es gab keine Überlebenden. Das Boot Leonardo da Vinci hatte insgesamt 17 Handelsschiffe (120.243 BRT) versenkt.
Ein 1981 an die italienische Marine übergebenes und 2010 ausgemustertes Boot der Sauro-Klasse erhielt wiederum den Namen Leonardo da Vinci (S 520). Ein weiteres, inzwischen modernisiertes Boot der Sauro-Klasse (Bj. 93/95, S 525) ist nach dem ehemaligen Kommandanten der Leonardo da Vinci, Gianfranco Gazzana Priaroggia benannt.